# L'Observateur de Beauvais
L'Observateur de Beauvais est un hebdomadaire picard d'information générale. Il couvre le secteur du Beauvaisis, dans l'Oise. Il appartient au groupe Oise publications filiale du groupe de presse Sogemedia.

## Historique
Créé en 1998 L'Observateur de Beauvais est la propriété du groupe de presse indépendant Sogemedia, dont le président est Jean-Pierre de Kerraoul. Il est édité par la filiale de ce groupe, la société Oise publication, dont le gérant est Loïc de Kerraoul, qui est également l'éditeur du Journal de Ham, L'Écho du Thelle et Le Bonhomme picard.

## Diffusion
Le journal paraît chaque vendredi à Beauvais et dans son secteur. Il est également disponible au format numérique sur son site internet. 
En 2005, le rédacteur en chef de l'époque, Pierre Chemel, indique une progression de 6 à 8 % par an. Cet hebdomadaire bénéficie d'une diffusion régionale et départementale, en 2012 le tirage mensuel moyen total est de 5 656 exemplaires dont 5 485 payés. Pour la période 2018-2019, le titre est diffusé à 5 208 exemplaires.

## Rédaction
La rédaction du journal est située au 1bis, rue Colbert à Beauvais. Elle est composée de trois journalistes et possède un solide réseau de correspondants locaux. 